# Пјан дел Вантађо (Терни)
Пјан дел Вантађо је насеље у Италији у округу Терни, региону Умбрија.
Према процени из 2011. у насељу је живело 55 становника. Насеље се налази на надморској висини од 164 м.